# Нагнибіда Микола Іванович
Нагнибіда́ Мико́ла Іва́нович (12 червня 1939, Винятинці, Заліщицький район— 19 березня 2005 Чернівці) — доктор фізико-математичних наук, професор, радянський та український шаховий композитор, майстер спорту України з шахової композиції.

## Життєпис
Народився 12 червня 1939 в селі Винятинці Заліщицького району Тернопільської області.
Навчався у Винятинській семирічній школі і Заліщицькій середній школі, яку й закінчив у 1956 році зі Срібною медаллю. У 1956 році поступив на математичне відділення фізико-математичного факультету Чернівецького державного університету (нині — Чернівецький національний університет імені Юрія Федьковича). Навчання завершив у 1961 році.
Від 1961 до 2002 року працював у цьому університеті на кафедрі математичного аналізу. У 1961–1967 рр. — асистент. Від жовтня 1966 до червня 1967 року навчався в аспірантурі, керівником був доцент К. М. Фішман). У 1967–1970 рр. працював на посаді старшого викладача.
У 1967 році в Ростові-на-Дону (Росія) в університеті захистив кандидатську дисертацію на тему «О некоторых вопросах, связанных с операторами обобщенного дифференцирования и интегрирования в аналитических пространствах».
Звання доцента отримав у 1970 і на цій посаді працював у 1970–1988 рр.
Докторську дисертацію на тему «Некоторые классы операторов в пространстве аналитических в круге функций и их применения» захистив у 1985 році в Обчислювальному центрі Сибірського відділення АН СРСР. Звання професора отримав у 1988 році і на цій посаді працював у 1988–2002 рр.
У 1973–1983 роках та 1986–1991 роках завідував кафедрою математичного аналізу. У 2002 році вийшов на пенсію.
Помер 19 березня 2005 року.

## Спортивна кар'єра
Займався інтелектуальним видом спорту — шаховою композицією.
За сумою балів набраних в Альбомах FIDE (8,17 бала) і Альбомах України (23,5 бала, увійшло 30 задач) — майстер спорту України з шахової композиції.
Чемпіон України в командній першості. Суддя національної категорії із шахової композиції в розділі задач на кооперативний мат — був арбітром багатьох, у тому числі й міжнародних, конкурсів зі шахової композиції.
|   | a | b | c | d | e | f | g | h |   |
| 8 | a8 білий король · e8 білий слон · b7 чорна тура · d7 чорна тура · f7 білий пішак · e6 чорний ферзь · f6 чорний король · g6 білий кінь · h6 білий слон · d5 чорний слон · f5 чорний пішак · h4 чорний кінь · a3 чорний пішак · c1 чорний слон | a8 білий король · e8 білий слон · b7 чорна тура · d7 чорна тура · f7 білий пішак · e6 чорний ферзь · f6 чорний король · g6 білий кінь · h6 білий слон · d5 чорний слон · f5 чорний пішак · h4 чорний кінь · a3 чорний пішак · c1 чорний слон | a8 білий король · e8 білий слон · b7 чорна тура · d7 чорна тура · f7 білий пішак · e6 чорний ферзь · f6 чорний король · g6 білий кінь · h6 білий слон · d5 чорний слон · f5 чорний пішак · h4 чорний кінь · a3 чорний пішак · c1 чорний слон | a8 білий король · e8 білий слон · b7 чорна тура · d7 чорна тура · f7 білий пішак · e6 чорний ферзь · f6 чорний король · g6 білий кінь · h6 білий слон · d5 чорний слон · f5 чорний пішак · h4 чорний кінь · a3 чорний пішак · c1 чорний слон | a8 білий король · e8 білий слон · b7 чорна тура · d7 чорна тура · f7 білий пішак · e6 чорний ферзь · f6 чорний король · g6 білий кінь · h6 білий слон · d5 чорний слон · f5 чорний пішак · h4 чорний кінь · a3 чорний пішак · c1 чорний слон | a8 білий король · e8 білий слон · b7 чорна тура · d7 чорна тура · f7 білий пішак · e6 чорний ферзь · f6 чорний король · g6 білий кінь · h6 білий слон · d5 чорний слон · f5 чорний пішак · h4 чорний кінь · a3 чорний пішак · c1 чорний слон | a8 білий король · e8 білий слон · b7 чорна тура · d7 чорна тура · f7 білий пішак · e6 чорний ферзь · f6 чорний король · g6 білий кінь · h6 білий слон · d5 чорний слон · f5 чорний пішак · h4 чорний кінь · a3 чорний пішак · c1 чорний слон | a8 білий король · e8 білий слон · b7 чорна тура · d7 чорна тура · f7 білий пішак · e6 чорний ферзь · f6 чорний король · g6 білий кінь · h6 білий слон · d5 чорний слон · f5 чорний пішак · h4 чорний кінь · a3 чорний пішак · c1 чорний слон | 8 |
| 7 | a8 білий король · e8 білий слон · b7 чорна тура · d7 чорна тура · f7 білий пішак · e6 чорний ферзь · f6 чорний король · g6 білий кінь · h6 білий слон · d5 чорний слон · f5 чорний пішак · h4 чорний кінь · a3 чорний пішак · c1 чорний слон | a8 білий король · e8 білий слон · b7 чорна тура · d7 чорна тура · f7 білий пішак · e6 чорний ферзь · f6 чорний король · g6 білий кінь · h6 білий слон · d5 чорний слон · f5 чорний пішак · h4 чорний кінь · a3 чорний пішак · c1 чорний слон | a8 білий король · e8 білий слон · b7 чорна тура · d7 чорна тура · f7 білий пішак · e6 чорний ферзь · f6 чорний король · g6 білий кінь · h6 білий слон · d5 чорний слон · f5 чорний пішак · h4 чорний кінь · a3 чорний пішак · c1 чорний слон | a8 білий король · e8 білий слон · b7 чорна тура · d7 чорна тура · f7 білий пішак · e6 чорний ферзь · f6 чорний король · g6 білий кінь · h6 білий слон · d5 чорний слон · f5 чорний пішак · h4 чорний кінь · a3 чорний пішак · c1 чорний слон | a8 білий король · e8 білий слон · b7 чорна тура · d7 чорна тура · f7 білий пішак · e6 чорний ферзь · f6 чорний король · g6 білий кінь · h6 білий слон · d5 чорний слон · f5 чорний пішак · h4 чорний кінь · a3 чорний пішак · c1 чорний слон | a8 білий король · e8 білий слон · b7 чорна тура · d7 чорна тура · f7 білий пішак · e6 чорний ферзь · f6 чорний король · g6 білий кінь · h6 білий слон · d5 чорний слон · f5 чорний пішак · h4 чорний кінь · a3 чорний пішак · c1 чорний слон | a8 білий король · e8 білий слон · b7 чорна тура · d7 чорна тура · f7 білий пішак · e6 чорний ферзь · f6 чорний король · g6 білий кінь · h6 білий слон · d5 чорний слон · f5 чорний пішак · h4 чорний кінь · a3 чорний пішак · c1 чорний слон | a8 білий король · e8 білий слон · b7 чорна тура · d7 чорна тура · f7 білий пішак · e6 чорний ферзь · f6 чорний король · g6 білий кінь · h6 білий слон · d5 чорний слон · f5 чорний пішак · h4 чорний кінь · a3 чорний пішак · c1 чорний слон | 7 |
| 6 | a8 білий король · e8 білий слон · b7 чорна тура · d7 чорна тура · f7 білий пішак · e6 чорний ферзь · f6 чорний король · g6 білий кінь · h6 білий слон · d5 чорний слон · f5 чорний пішак · h4 чорний кінь · a3 чорний пішак · c1 чорний слон | a8 білий король · e8 білий слон · b7 чорна тура · d7 чорна тура · f7 білий пішак · e6 чорний ферзь · f6 чорний король · g6 білий кінь · h6 білий слон · d5 чорний слон · f5 чорний пішак · h4 чорний кінь · a3 чорний пішак · c1 чорний слон | a8 білий король · e8 білий слон · b7 чорна тура · d7 чорна тура · f7 білий пішак · e6 чорний ферзь · f6 чорний король · g6 білий кінь · h6 білий слон · d5 чорний слон · f5 чорний пішак · h4 чорний кінь · a3 чорний пішак · c1 чорний слон | a8 білий король · e8 білий слон · b7 чорна тура · d7 чорна тура · f7 білий пішак · e6 чорний ферзь · f6 чорний король · g6 білий кінь · h6 білий слон · d5 чорний слон · f5 чорний пішак · h4 чорний кінь · a3 чорний пішак · c1 чорний слон | a8 білий король · e8 білий слон · b7 чорна тура · d7 чорна тура · f7 білий пішак · e6 чорний ферзь · f6 чорний король · g6 білий кінь · h6 білий слон · d5 чорний слон · f5 чорний пішак · h4 чорний кінь · a3 чорний пішак · c1 чорний слон | a8 білий король · e8 білий слон · b7 чорна тура · d7 чорна тура · f7 білий пішак · e6 чорний ферзь · f6 чорний король · g6 білий кінь · h6 білий слон · d5 чорний слон · f5 чорний пішак · h4 чорний кінь · a3 чорний пішак · c1 чорний слон | a8 білий король · e8 білий слон · b7 чорна тура · d7 чорна тура · f7 білий пішак · e6 чорний ферзь · f6 чорний король · g6 білий кінь · h6 білий слон · d5 чорний слон · f5 чорний пішак · h4 чорний кінь · a3 чорний пішак · c1 чорний слон | a8 білий король · e8 білий слон · b7 чорна тура · d7 чорна тура · f7 білий пішак · e6 чорний ферзь · f6 чорний король · g6 білий кінь · h6 білий слон · d5 чорний слон · f5 чорний пішак · h4 чорний кінь · a3 чорний пішак · c1 чорний слон | 6 |
| 5 | a8 білий король · e8 білий слон · b7 чорна тура · d7 чорна тура · f7 білий пішак · e6 чорний ферзь · f6 чорний король · g6 білий кінь · h6 білий слон · d5 чорний слон · f5 чорний пішак · h4 чорний кінь · a3 чорний пішак · c1 чорний слон | a8 білий король · e8 білий слон · b7 чорна тура · d7 чорна тура · f7 білий пішак · e6 чорний ферзь · f6 чорний король · g6 білий кінь · h6 білий слон · d5 чорний слон · f5 чорний пішак · h4 чорний кінь · a3 чорний пішак · c1 чорний слон | a8 білий король · e8 білий слон · b7 чорна тура · d7 чорна тура · f7 білий пішак · e6 чорний ферзь · f6 чорний король · g6 білий кінь · h6 білий слон · d5 чорний слон · f5 чорний пішак · h4 чорний кінь · a3 чорний пішак · c1 чорний слон | a8 білий король · e8 білий слон · b7 чорна тура · d7 чорна тура · f7 білий пішак · e6 чорний ферзь · f6 чорний король · g6 білий кінь · h6 білий слон · d5 чорний слон · f5 чорний пішак · h4 чорний кінь · a3 чорний пішак · c1 чорний слон | a8 білий король · e8 білий слон · b7 чорна тура · d7 чорна тура · f7 білий пішак · e6 чорний ферзь · f6 чорний король · g6 білий кінь · h6 білий слон · d5 чорний слон · f5 чорний пішак · h4 чорний кінь · a3 чорний пішак · c1 чорний слон | a8 білий король · e8 білий слон · b7 чорна тура · d7 чорна тура · f7 білий пішак · e6 чорний ферзь · f6 чорний король · g6 білий кінь · h6 білий слон · d5 чорний слон · f5 чорний пішак · h4 чорний кінь · a3 чорний пішак · c1 чорний слон | a8 білий король · e8 білий слон · b7 чорна тура · d7 чорна тура · f7 білий пішак · e6 чорний ферзь · f6 чорний король · g6 білий кінь · h6 білий слон · d5 чорний слон · f5 чорний пішак · h4 чорний кінь · a3 чорний пішак · c1 чорний слон | a8 білий король · e8 білий слон · b7 чорна тура · d7 чорна тура · f7 білий пішак · e6 чорний ферзь · f6 чорний король · g6 білий кінь · h6 білий слон · d5 чорний слон · f5 чорний пішак · h4 чорний кінь · a3 чорний пішак · c1 чорний слон | 5 |
| 4 | a8 білий король · e8 білий слон · b7 чорна тура · d7 чорна тура · f7 білий пішак · e6 чорний ферзь · f6 чорний король · g6 білий кінь · h6 білий слон · d5 чорний слон · f5 чорний пішак · h4 чорний кінь · a3 чорний пішак · c1 чорний слон | a8 білий король · e8 білий слон · b7 чорна тура · d7 чорна тура · f7 білий пішак · e6 чорний ферзь · f6 чорний король · g6 білий кінь · h6 білий слон · d5 чорний слон · f5 чорний пішак · h4 чорний кінь · a3 чорний пішак · c1 чорний слон | a8 білий король · e8 білий слон · b7 чорна тура · d7 чорна тура · f7 білий пішак · e6 чорний ферзь · f6 чорний король · g6 білий кінь · h6 білий слон · d5 чорний слон · f5 чорний пішак · h4 чорний кінь · a3 чорний пішак · c1 чорний слон | a8 білий король · e8 білий слон · b7 чорна тура · d7 чорна тура · f7 білий пішак · e6 чорний ферзь · f6 чорний король · g6 білий кінь · h6 білий слон · d5 чорний слон · f5 чорний пішак · h4 чорний кінь · a3 чорний пішак · c1 чорний слон | a8 білий король · e8 білий слон · b7 чорна тура · d7 чорна тура · f7 білий пішак · e6 чорний ферзь · f6 чорний король · g6 білий кінь · h6 білий слон · d5 чорний слон · f5 чорний пішак · h4 чорний кінь · a3 чорний пішак · c1 чорний слон | a8 білий король · e8 білий слон · b7 чорна тура · d7 чорна тура · f7 білий пішак · e6 чорний ферзь · f6 чорний король · g6 білий кінь · h6 білий слон · d5 чорний слон · f5 чорний пішак · h4 чорний кінь · a3 чорний пішак · c1 чорний слон | a8 білий король · e8 білий слон · b7 чорна тура · d7 чорна тура · f7 білий пішак · e6 чорний ферзь · f6 чорний король · g6 білий кінь · h6 білий слон · d5 чорний слон · f5 чорний пішак · h4 чорний кінь · a3 чорний пішак · c1 чорний слон | a8 білий король · e8 білий слон · b7 чорна тура · d7 чорна тура · f7 білий пішак · e6 чорний ферзь · f6 чорний король · g6 білий кінь · h6 білий слон · d5 чорний слон · f5 чорний пішак · h4 чорний кінь · a3 чорний пішак · c1 чорний слон | 4 |
| 3 | a8 білий король · e8 білий слон · b7 чорна тура · d7 чорна тура · f7 білий пішак · e6 чорний ферзь · f6 чорний король · g6 білий кінь · h6 білий слон · d5 чорний слон · f5 чорний пішак · h4 чорний кінь · a3 чорний пішак · c1 чорний слон | a8 білий король · e8 білий слон · b7 чорна тура · d7 чорна тура · f7 білий пішак · e6 чорний ферзь · f6 чорний король · g6 білий кінь · h6 білий слон · d5 чорний слон · f5 чорний пішак · h4 чорний кінь · a3 чорний пішак · c1 чорний слон | a8 білий король · e8 білий слон · b7 чорна тура · d7 чорна тура · f7 білий пішак · e6 чорний ферзь · f6 чорний король · g6 білий кінь · h6 білий слон · d5 чорний слон · f5 чорний пішак · h4 чорний кінь · a3 чорний пішак · c1 чорний слон | a8 білий король · e8 білий слон · b7 чорна тура · d7 чорна тура · f7 білий пішак · e6 чорний ферзь · f6 чорний король · g6 білий кінь · h6 білий слон · d5 чорний слон · f5 чорний пішак · h4 чорний кінь · a3 чорний пішак · c1 чорний слон | a8 білий король · e8 білий слон · b7 чорна тура · d7 чорна тура · f7 білий пішак · e6 чорний ферзь · f6 чорний король · g6 білий кінь · h6 білий слон · d5 чорний слон · f5 чорний пішак · h4 чорний кінь · a3 чорний пішак · c1 чорний слон | a8 білий король · e8 білий слон · b7 чорна тура · d7 чорна тура · f7 білий пішак · e6 чорний ферзь · f6 чорний король · g6 білий кінь · h6 білий слон · d5 чорний слон · f5 чорний пішак · h4 чорний кінь · a3 чорний пішак · c1 чорний слон | a8 білий король · e8 білий слон · b7 чорна тура · d7 чорна тура · f7 білий пішак · e6 чорний ферзь · f6 чорний король · g6 білий кінь · h6 білий слон · d5 чорний слон · f5 чорний пішак · h4 чорний кінь · a3 чорний пішак · c1 чорний слон | a8 білий король · e8 білий слон · b7 чорна тура · d7 чорна тура · f7 білий пішак · e6 чорний ферзь · f6 чорний король · g6 білий кінь · h6 білий слон · d5 чорний слон · f5 чорний пішак · h4 чорний кінь · a3 чорний пішак · c1 чорний слон | 3 |
| 2 | a8 білий король · e8 білий слон · b7 чорна тура · d7 чорна тура · f7 білий пішак · e6 чорний ферзь · f6 чорний король · g6 білий кінь · h6 білий слон · d5 чорний слон · f5 чорний пішак · h4 чорний кінь · a3 чорний пішак · c1 чорний слон | a8 білий король · e8 білий слон · b7 чорна тура · d7 чорна тура · f7 білий пішак · e6 чорний ферзь · f6 чорний король · g6 білий кінь · h6 білий слон · d5 чорний слон · f5 чорний пішак · h4 чорний кінь · a3 чорний пішак · c1 чорний слон | a8 білий король · e8 білий слон · b7 чорна тура · d7 чорна тура · f7 білий пішак · e6 чорний ферзь · f6 чорний король · g6 білий кінь · h6 білий слон · d5 чорний слон · f5 чорний пішак · h4 чорний кінь · a3 чорний пішак · c1 чорний слон | a8 білий король · e8 білий слон · b7 чорна тура · d7 чорна тура · f7 білий пішак · e6 чорний ферзь · f6 чорний король · g6 білий кінь · h6 білий слон · d5 чорний слон · f5 чорний пішак · h4 чорний кінь · a3 чорний пішак · c1 чорний слон | a8 білий король · e8 білий слон · b7 чорна тура · d7 чорна тура · f7 білий пішак · e6 чорний ферзь · f6 чорний король · g6 білий кінь · h6 білий слон · d5 чорний слон · f5 чорний пішак · h4 чорний кінь · a3 чорний пішак · c1 чорний слон | a8 білий король · e8 білий слон · b7 чорна тура · d7 чорна тура · f7 білий пішак · e6 чорний ферзь · f6 чорний король · g6 білий кінь · h6 білий слон · d5 чорний слон · f5 чорний пішак · h4 чорний кінь · a3 чорний пішак · c1 чорний слон | a8 білий король · e8 білий слон · b7 чорна тура · d7 чорна тура · f7 білий пішак · e6 чорний ферзь · f6 чорний король · g6 білий кінь · h6 білий слон · d5 чорний слон · f5 чорний пішак · h4 чорний кінь · a3 чорний пішак · c1 чорний слон | a8 білий король · e8 білий слон · b7 чорна тура · d7 чорна тура · f7 білий пішак · e6 чорний ферзь · f6 чорний король · g6 білий кінь · h6 білий слон · d5 чорний слон · f5 чорний пішак · h4 чорний кінь · a3 чорний пішак · c1 чорний слон | 2 |
| 1 | a8 білий король · e8 білий слон · b7 чорна тура · d7 чорна тура · f7 білий пішак · e6 чорний ферзь · f6 чорний король · g6 білий кінь · h6 білий слон · d5 чорний слон · f5 чорний пішак · h4 чорний кінь · a3 чорний пішак · c1 чорний слон | a8 білий король · e8 білий слон · b7 чорна тура · d7 чорна тура · f7 білий пішак · e6 чорний ферзь · f6 чорний король · g6 білий кінь · h6 білий слон · d5 чорний слон · f5 чорний пішак · h4 чорний кінь · a3 чорний пішак · c1 чорний слон | a8 білий король · e8 білий слон · b7 чорна тура · d7 чорна тура · f7 білий пішак · e6 чорний ферзь · f6 чорний король · g6 білий кінь · h6 білий слон · d5 чорний слон · f5 чорний пішак · h4 чорний кінь · a3 чорний пішак · c1 чорний слон | a8 білий король · e8 білий слон · b7 чорна тура · d7 чорна тура · f7 білий пішак · e6 чорний ферзь · f6 чорний король · g6 білий кінь · h6 білий слон · d5 чорний слон · f5 чорний пішак · h4 чорний кінь · a3 чорний пішак · c1 чорний слон | a8 білий король · e8 білий слон · b7 чорна тура · d7 чорна тура · f7 білий пішак · e6 чорний ферзь · f6 чорний король · g6 білий кінь · h6 білий слон · d5 чорний слон · f5 чорний пішак · h4 чорний кінь · a3 чорний пішак · c1 чорний слон | a8 білий король · e8 білий слон · b7 чорна тура · d7 чорна тура · f7 білий пішак · e6 чорний ферзь · f6 чорний король · g6 білий кінь · h6 білий слон · d5 чорний слон · f5 чорний пішак · h4 чорний кінь · a3 чорний пішак · c1 чорний слон | a8 білий король · e8 білий слон · b7 чорна тура · d7 чорна тура · f7 білий пішак · e6 чорний ферзь · f6 чорний король · g6 білий кінь · h6 білий слон · d5 чорний слон · f5 чорний пішак · h4 чорний кінь · a3 чорний пішак · c1 чорний слон | a8 білий король · e8 білий слон · b7 чорна тура · d7 чорна тура · f7 білий пішак · e6 чорний ферзь · f6 чорний король · g6 білий кінь · h6 білий слон · d5 чорний слон · f5 чорний пішак · h4 чорний кінь · a3 чорний пішак · c1 чорний слон | 1 |
|   | a | b | c | d | e | f | g | h |   |

2 Sol

I  1.S:g6 f8L!   2.Se7 Lfg7#
II 1.L:h6 f8S!   2.Lg7 Sh7#

У цій задачі виражена тема, яку відкрив Микола Нагнибіда — Буковинська тема.
Білий кінь контролює поле «е7», а білий слон — «g7», у процесі гри в кожній фазі одну з фігур чорні забирають, а звільнене з-під контролю поле біля чорного короля блокують.
Завдяки додатковій стратегічній насиченості цього твору дозволило йому зайняти перше місце у престижному конкурсі.

## Наукова праця

### Математика
Темою наукових досліджень М. І. Нагнибіди були «Деякі класи лінійних операторів у лінійних топологічних просторах».
М. І. Нагнибіда опублікував більше 150 праць (у тому числі — 4 монографії і 9 навчальних посібників).
Монографії:
- «Класичні оператори в просторах аналітичних функцій» — Київ: Ін-т математики НАН України, 1995. — 297 с.
- «Інтегральні оператори в просторах аналітичних функцій». — Чернівці: Рута, 1996. — 69 с.
- «Оператори Помм'є в просторі аналітичних у крузі функцій». — Київ: Ін-т математики НАН України, 1997. — 125 с.

Крім цього, М. І. Нагнибіда є автором підручника «Основи комплексного аналізу» (Київ: Ін-т математики НАН України, 1999. — 196 с.).
М. І. Нагнибіда підготував 8 кандидатів фізико-математичних наук.

### Шахова композиція
Відкрита ним ідея в шаховій композиції називається — Буковинська тема.
Є співавтором (посмертно) Буковинсько-прикарпатської теми.
Видав 7 книг з шахової композиції:
- Нагнибида М. І. «Парадокси в шахових задачах». — Київ, «Здоров'я», 1991. — 168 с.
- Нагнибіда М. І. «Минимальные задачи». — Чебоксары, 1992.
- Нагнибида М. І. «Мінімальні шахові задачі». — Чернівці, 1999.
- Нагнибіда М. І. «На та навколо шахівниці». — Чернівці-Миколаїв, 1999. — 144 с.
- Нагнибіда М. І. «Буковинська тема». — Чернівці, «Рута», 1999. — 171 с.
- Нагнибида М. І. «У світі шахових казок». — Чернівці — Миколаїв, 2000.
- Нагнибида М. І. «Мініатюри». — Чернівці — Миколаїв, 2000. — 96 с.

Редагував шаховий відділ в обласній газеті «Радянська Буковина».
Автор багатьох статей з шахової композиції.